# Hypericum peplidifolium
Hypericum peplidifolium är en johannesörtsväxtart som beskrevs av Achille Richard. Hypericum peplidifolium ingår i släktet johannesörter, och familjen johannesörtsväxter. Inga underarter finns listade i Catalogue of Life.